# Fable (singolo)
Fable è un singolo del compositore italiano Robert Miles, pubblicato il 27 maggio 1996 come secondo estratto dal primo album in studio Dreamland.

## Descrizione
Fable bissa il successo di Children, arrivando alla vetta di numerose classifiche in tutto il mondo.
Il brano fa parte della colonna sonora del film italiano Squillo (con Raz Degan) ed è cantato da Fiorella Quinn.

## Video musicale
Il videoclip, diretto da Maria Mochnacz, mostra Robert Miles che si addormenta sul divano, davanti alla televisione. Sulla parete alle sue spalle, tre ragazze eseguono una coreografia di nuoto sincronizzato.

## Tracce

### CD single
Belgium
1. Fable (Dream Radio) – 3:50
2. Fable (Message Radio) – 4:00

France
1. Fable (Message Radio) – 4:08
2. Fable (Dream Radio) – 3:52

### CD maxi
France
1. Fable (Dream Radio) – 3:52
2. Fable (Message Radio) – 4:08
3. Fable (Dream Version) – 7:12
4. Fable (Message Version) – 7:43
5. Fable (Club Version) – 6:22
6. Fable (Wake Up Vrs) – 4:42
7. Fable (Psycho Version) – 4:30

Germany
1. Fable (Dream Radio) – 3:50
2. Fable (Message Radio) – 4:00
3. Fable (Dream Version) – 7:12
4. Fable (Club Version) – 6:23
5. Fable (Message Version) – 7:43
6. Fable (Psycho Version (NRG Mix)) – 4:28
7. Fable (Wake Up) – 4:44

Italy
1. Fable (Dream Radio) – 3:56
2. Fable (Message Radio) – 4:11
3. Fable (Dream Version) – 7:13
4. Fable (Message Version) – 7:44
5. Fable (Club Version) – 6:22
6. Fable (Wake-Up Version) – 4:44
7. Fable (Psycho Version) – 4:30

Netherlands
1. Fable (Dream Radio) – 3:50
2. Fable (Message Radio) – 4:00
3. Fable (Wake Up Version) – 4:30
4. Fable (Dream Version) – 7:00

UK
1. Fable (Dream Radio) – 3:50
2. Fable (Dream Version) – 7:00
3. Fable (Message Radio) – 4:00
4. Fable (Message Version) – 7:30
5. Fable (Club Version) – 6:15
6. Fable (Wake Up Version) – 4:30
7. Fable (Psycho Version) – 4:20

### 12" maxi
Belgium
1. Fable (Dream Version) – 7:00
2. Fable (Wake Up Version) – 4:30
3. Fable (Message Version) – 7:30
4. Fable (N.R.G. Mix) – 4:20

France
1. Fable (Dream Version) – 7:12
2. Fable (Wake Up) – 4:44
3. Fable (Message Version) – 7:43
4. Fable (Psycho Version) – 4:28

Germany
1. Fable (Dream Version) – 7:12
2. Fable (Club Version) – 6:23
3. Fable (Message Version) – 7:43
4. Fable (Psycho Version - NRG Mix) – 4:28
5. Fable (Wake Up) – 4:44

Italy
1. Fable (Message Version) – 7:43
2. Fable (Psycho Version / N.R.G Mix) – 4:28
3. Fable (Dream Version) – 7:12
4. Fable (Wake-Up Version) – 4:44

UK
1. Fable (Dream Version) – 7:00
2. Fable (Wake Up Version) – 4:30
3. Fable (Message Version) – 7:30
4. Fable (Club Version) – 6:15

### Double 12"
France
1. Fable (Dream Version) – 7:12
2. Fable (Message Version) – 7:43
3. Fable (Wake Up) – 4:42
4. Fable (Psycho Version) – 4:30
5. Fable (Club Version) – 6:22

Germany
1. Fable (Dream Version) – 7:12
2. Fable (Club Version) – 6:23
3. Fable (Message Version) – 7:43
4. Fable (Psycho Version (N.R.G.) Mix) – 4:28
5. Fable (Wake Up) – 4:44

Italy
1. Fable (Dream Version) – 7:12
2. Fable (Message Version) – 7:43
3. Fable (Wake Up) – 4:44
4. Fable (Psycho Version N.R.G Mix) – 4:28
5. Fable (Club Version) – 6:23

## Classifica italiana
| Posizione | 8 | 2 | 2 | 1 | 1 | 1 | 1 | 2 | 2 | 2 | 3 | 3 | 1 | 3 | 4 | 5 | 8 | 9 |

## Classifiche internazionali
| Chart (1996)                       | Peak position |
| ---------------------------------- | ------------- |
| Australian Singles Chart           | 21            |
| Austrian Singles Chart             | 6             |
| Belgian (Flanders) Singles Chart   | 3             |
| Belgian (Wallonia) Singles Chart   | 5             |
| Dutch Singles Chart                | 16            |
| Finnish Singles Chart              | 2             |
| French Singles Chart               | 10            |
| German Singles Chart               | 3             |
| Irish Singles Chart                | 6             |
| Italian Singles Chart              | 1             |
| New Zealand Singles Chart          | 20            |
| Norwegian Singles Chart            | 15            |
| Swedish Singles Chart              | 11            |
| Swiss Singles Chart                | 3             |
| UK Singles Chart                   | 7             |
| Chart (1997)                       | Peak position |
| U.S. Billboard Hot Dance Club Play | 1             |